# Yeremy Quintero
Yeremy Josué Quintero Prada (El Vigía, Mérida, Venezuela, 9 de agosto de 2002) es un futbolista venezolano. Juega de delantero y su equipo actual es el Santiago Wanderers de la Primera B de Chile. 

## Trayectoria
Comenzaría jugando en la "Escuela de Fútbol William Uzcategui" para después pasar a las divisiones inferiores del América Fútbol Club siendo seleccionado de su estado, Mérida, durante los años 2014, 2015 y 2016. Luego tendría un breve paso por el FC Academia Élite además de fichar en 2017 por las divisiones inferiores del Deportivo La Guaira Fútbol Club.
para luego debutar en la Copa Libertadores de América , en la fase 1 donde solo jugaría 10 minutos cumplidos con apenas 16 años.
En 2018 pasaría a jugar por la Union Local Andina Fútbol Club para luego viajar a Chile a mediados de aquel mismo año , ya que cuenta con la doble nacionalidad al ser hijo del histórico jugador del Vigía FC Jhonfredy Quintero quien es Venezolano / chileno llegando así ah Santiago Wanderers en Santiago quedando seleccionado en las divisiones inferiores del club verde en Valparaíso. 
Tuvo un breve paso por Atlético Oriente "Barnechea" de la 3.ª Division de Chile , luego en 2024 tener un paso con Estudiantes de Mérida de la Liga Futve de su país de origen .
actualmente es jugador de internacional de Santiago que disputará la 3ra división del fútbol chileno 

## Estadísticas

### Clubes
| Santiago Wanderers · Chile |               |               |    |    |    |    |    |    |    |    |    |  |  |  |  |
| 2ª                         | 2018          | --            | -- | -- | -- | -- | -- | -- | -- | -- |    |  |  |  |  |
| Total club                 | Total club    | --            | -- | -- | -- | -- | -- | -- | -- | -- |    |  |  |  |  |
| Total carrera              | Total carrera | Total carrera | -- | -- | -- | -- | -- | -- | -- | -- | -- |  |  |  |  |
|                            |               |               |    |    |    |    |    |    |    |    |    |  |  |  |  |

### Resumen estadístico
|           | Partidos | Goles | Promedio |
| --------- | -------- | ----- | -------- |
| Primera B | --       | --    | --       |
| Total     | --       | --    | --       |